# Akio Kanai
Akio Kanai (...) è un imprenditore giapponese, amministratore delegato della Fuji Ottica in Hokkaido, Giappone, e vincitore del Premio Nansen per i Rifugiati nel 2006.

## Giovinezza
Kanai è nato nel 1942 nell'isola a nord del Pacifico di Sakhalin. È stato costretto a sfollare quando era un bambino verso la fine della Seconda Guerra Mondiale e si è trasferito in Giappone. Le esperienze affrontate durante la giovinezza hanno influenzato significativamente la sua percezione degli sfollati e dei rifugiati.

## Carriera
Ha studiato economia alla Waseda University di Tokyo. Nel 1966 ha deciso di studiare una seconda materia e si è iscritto al Southern California College di Optometria laureandosi nel 1972. Dopo aver visitato gli indiani Hopi in Arizona e averli aiutati a migliorare la loro vista tramite la distribuzione di occhiali, ha deciso che voleva continuare la sua strada nelle opere umanitarie. È ritornato in Giappone nel 1973 per lavorare nell'impresa familiare Fuji Ottica in Hakkaido. Nel 1996 è diventato presidente della compagnia. Nel 2006 è stato l'amministratore delegato e presidente della Fuji Ottica.

## Lavoro con i rifugiati e gli sfollati
Akio Kanai ha iniziato il suo lavoro con i rifugiati nel 1983 in Tailandia con i rifugiati indocinesi. Molti dei rifugiati con la vista compromessa avevano perso o rotto i loro occhiali durante la fuga e avevano il disperato bisogno di vedere in modo chiaro in quanto dovevano frequentare dei corsi prima di essere ricollocati e avevano bisogno di studiare. Egli ha controllato la loro vista in modo da offrirgli il giusto paio di occhiali per poter nuovamente vedere correttamente. Ha cominciato a cooperare con la UNHCR nel 1984 e ha condotto più di 24 missioni in Azerbaigian, Armenia, Thailandia e Nepal. Complessivamente ha stanziato più di 75.000 US$ per formare lo staff medico locale fornendo loro l'attrezzatura optometrica e donando più di 108.200 paia di occhiali. La Fuji Ottica è uno dei principali partner della UNHCR. Il Dr. Kanai ha inoltre coinvolto la sua compagnia e i suoi impiegati nella Optical Vision Aid Mission. Più di 70 dei suoi impiegati hanno preso parte nella missione impiegando le loro vacanze nell'assistenza ai rifugiati. Nel 2006 ha vinto il prestigioso Nansen Refugee Award per il suo contributo nel miglioramento della vista dei rifugiati. Ha versato il premio in denaro di 100.000 $ derivante dal suo operato umanitario in Armenia e in Azerbaigian. Durante il suo discorso di accettazione del premio il Dr. Kanai ha detto: " il premio è testimonianza del significato del ruolo che l'optometria ha nel futuro dei rifugiati tramite il miglioramento della loro vista e la garanzia di potersi 'focalizzare sul futuro'... La vista può cambiare la loro vita. Il mio sogno è che un semplice paio di occhiali possa cambiare in meglio la vita dei rifugiati e degli sfollati" Dal 2016 ha migliorato la vista di oltre 130.000 persone sfollate.